# 電動勢

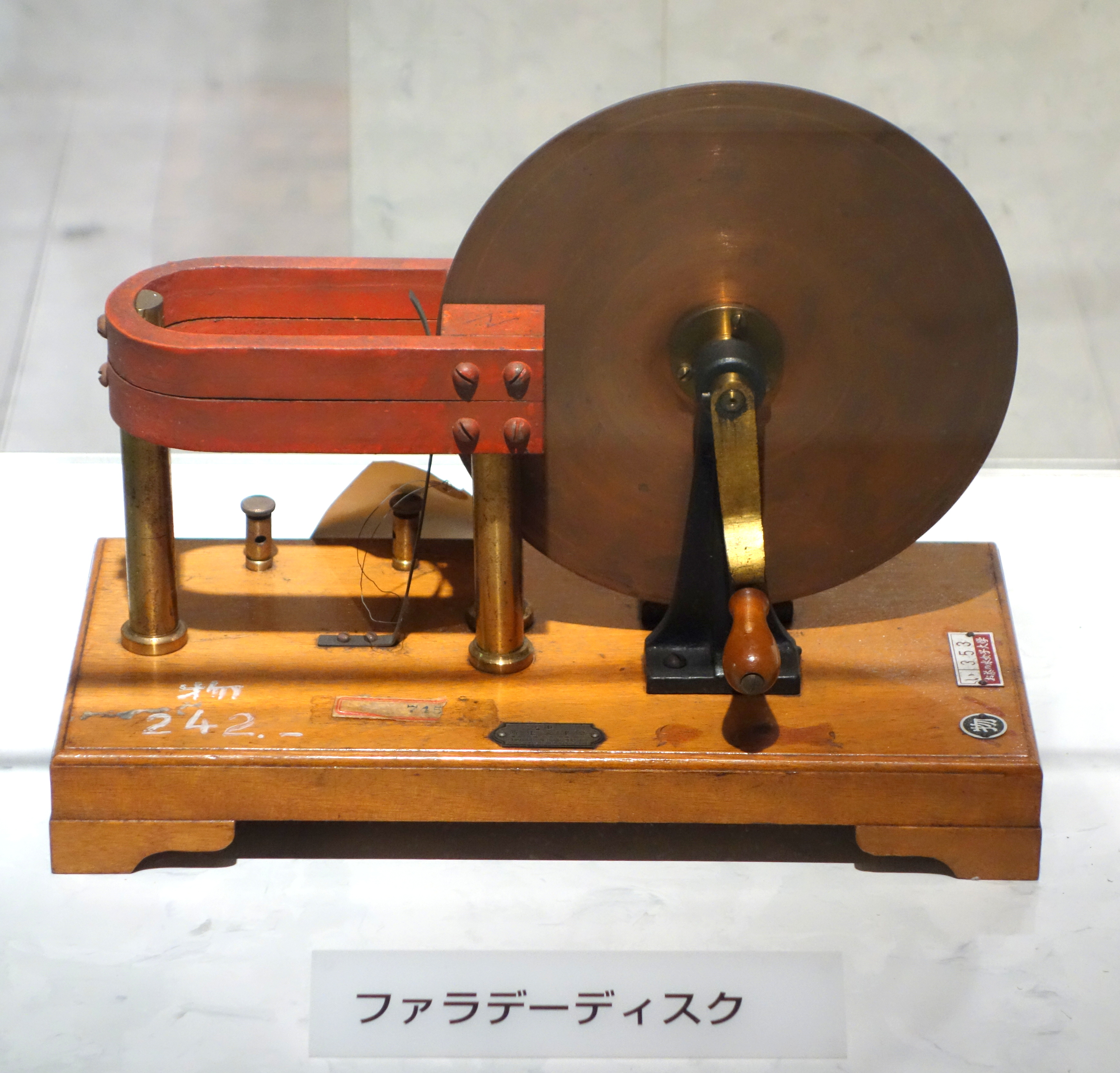
法拉第圓盤是同極發電機的原型。將銅圓盤旋轉於固定不動的馬蹄形磁鐵，由於洛伦兹力的作用於銅圓盤的電子，會生成動生電動勢。

在電路學裏，電動勢（英語：electromotive force，縮寫為，或以 {\displaystyle {\mathcal {E}}} 表示）表徵一些電路元件供應電能的特性。這些電路元件稱為「電動勢源」。電化電池、太陽能電池、燃料電池、熱電裝置、發電機等等，都是電動勢源。電動勢源所供應的能量每單位電荷是其電動勢。假設，電荷 {\displaystyle Q\,} 移動經過一個電動勢源後，獲得能量 {\displaystyle W\,} ，則此元件的電動勢定义為 {\displaystyle {\mathcal {E}}={\frac {W}{Q}}} 。通常，這能量是分離正負電荷所做的功，由於這正負電荷被分離至元件的兩端，會出現對應電場與電勢差。
在電磁學裏，電動勢又分為兩種：感應電動勢（induced EMF）與動生電動勢（motional EMF）。根據法拉第感應定律，處於含時磁場的閉電路，由於磁場隨著時間而改變，會有感生電動勢出現於閉電路。感生電動勢等於電場沿著閉電路的路徑積分。處於閉電路的帶電粒子會感受到電場，因而產生電流。
移動於磁場的細直導線，其內部會出現動生電動勢。處於這導線的電荷，根據勞侖茲力定律，會感受到勞侖茲力，從而造成正負電荷分離至直棍的兩端。這動作會形成一個電場與伴隨的電場力，抗拒勞侖茲力，直到兩種作用力達成平衡。

## 歷史

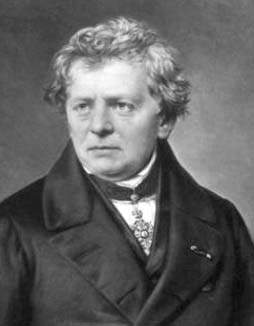
格奧爾格·歐姆（1789年—1854年）

從1825年到1826年之間，格奧爾格·歐姆做了很多有關於電路的實驗。1827年，在他發表的書《直流電路的數學研究》（Die galvanische Kette, mathematisch bearbeitet）裏面，論述很多這些實驗和從這些實驗中得到的結果，包括著名的「歐姆定律」。歐姆注意到電路所需要的電源是由電池供給的，電池與電路內的各種物理現象應該有密切關係。他推論電池具有某種「驅動力」，能夠驅使電流流動於電路。他將幾個伏打電池串聯在一起，發覺電流與伏打電池的數量成正比。因此，他提出驅動力與電流成正比。這驅動力就是現在的電動勢，在一個簡單的電阻電路裏，電動勢等於電流乘以電阻。
後來，於1831年，麥可·法拉第做了一系列有關電磁感應的實驗，從這些實驗，他發現以下幾點：
1. 當改變載流導線的電流時，附近的閉電路會被感應出電流。
2. 當移動磁鐵時，附近的閉電路會被感應出電流。
3. 當移動閉電路於載流導線或磁鐵附近時，這閉電路會被感應出電流。

於1832年，法拉第又發現，產生於不同導線的感應電流與導線的電導率成正比。由於電導率與電阻成反比，這顯示出感應作用涉及了電動勢，感應電流是由電動勢驅使導線的電荷移動而形成的；而且，不論導線是開電路，或是閉電路，都會感應出電動勢。

## 嚴格定義

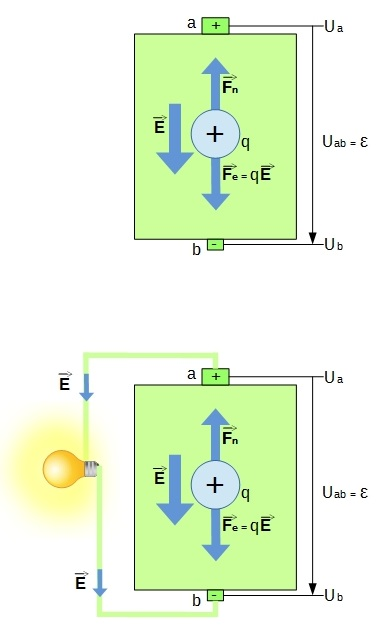
在理想電壓源中的電動勢示意圖

當處於平衡狀態時，在一個呈開電路狀態的電動勢源元件（例如電池）內部，電動勢促使正電荷和負電荷被分離至元件兩端。電荷分離形成的保守性靜電場 {\displaystyle \mathbf {E} _{cs}} 所產生的電場力，完全抵銷了產生電動勢 {\displaystyle {\mathcal {E}}} 的作用力。電場 {\displaystyle \mathbf {E} _{cs}} 沿著電動勢源的內部路徑，從負端點 {\displaystyle a} 到正端點 {\displaystyle b} 的積分，與電動勢大小相等，正負相反。電動勢乃是遷移正電荷於電動勢源的內部路徑，從負端點到正端點，抗拒電場 {\displaystyle \mathbf {E} _{cs}} 所做的功每單位電荷。以方程式表達，
{\displaystyle {\mathcal {E}}=-\int _{a}^{b}\mathbf {E} _{cs}\cdot \mathrm {d} {\boldsymbol {\ell }}} ；
其中，{\displaystyle \mathrm {d} {\boldsymbol {\ell }}} 是微小線元素向量。
從電動勢源，這正電荷會感受到的電場 {\displaystyle \mathbf {E} _{emf}} ，其與電動勢的關係為
{\displaystyle {\mathcal {E}}=\int _{a}^{b}\mathbf {E} _{emf}\cdot \mathrm {d} {\boldsymbol {\ell }}} 。（1）
對於閉迴路案例，假設閉迴路 {\displaystyle \mathbb {C} } 所圍住的固定曲面，在這曲面的磁場 {\displaystyle \mathbf {B} } 與時間有關，則根據法拉第感應定律，會有感生電動勢 {\displaystyle {\mathcal {E}}} 出現於這閉迴路：
{\displaystyle {\mathcal {E}}=-\int _{\mathbb {S} }{\frac {\partial \mathbf {B} }{\partial t}}\cdot \mathrm {d} \mathbf {a} =-{\frac {\mathrm {d} \phi _{B}}{\mathrm {d} t}}} ；
其中，{\displaystyle \mathbb {S} } 是邊緣為閉迴路 {\displaystyle \mathbb {C} } 的任意曲面，{\displaystyle \mathrm {d} \mathbf {a} } 是微小面元素向量，{\displaystyle \phi _{B}} 是穿過曲面 {\displaystyle \mathbb {S} } 的磁通量。
電場沿著閉迴路的環流量不會等於零，而會等於感生電動勢：
{\displaystyle {\mathcal {E}}=\oint _{\mathbb {C} }\mathbf {E} \cdot \mathrm {d} {\boldsymbol {\ell }}} ；
其中，{\displaystyle \mathbf {E} } 是總電場，包括保守性電場 {\displaystyle \mathbf {E} _{cs}} 和非保守性電場 {\displaystyle \mathbf {E} _{ncs}} 。
對於這案例，靜電場並不是總電場的維一的貢獻者。靜電場部分是保守的。靜電場部分沿著閉迴路的電場環流量等於零，只有非保守性電場 {\displaystyle \mathbf {E} _{ncs}} 會貢獻出感生電動勢：
{\displaystyle {\mathcal {E}}=\oint _{\mathbb {C} }\mathbf {E} _{ncs}\cdot \mathrm {d} {\boldsymbol {\ell }}} ；
這定義可以延伸至任意電動勢源和移動的閉迴路 {\displaystyle \mathbb {C} }（在移動於磁場的閉迴路內部會出現動生電動勢 {\displaystyle \oint _{\mathbb {C} }\mathbf {v} \times \mathbf {B} \cdot \mathrm {d} {\boldsymbol {\ell }}} ）：
{\displaystyle {\mathcal {E}}=\oint _{\mathbb {C} }\mathbf {E} _{emf}\cdot \mathrm {d} {\boldsymbol {\ell }}=\oint _{\mathbb {C} }\left(\mathbf {E} _{ncs}+\mathbf {v} \times \mathbf {B} \right)\cdot \mathrm {d} {\boldsymbol {\ell }}+{\frac {1}{q}}\oint _{\mathbb {C} }\ \mathbf {f} _{c}\cdot \mathrm {d} {\boldsymbol {\ell }}+{\frac {1}{q}}\oint _{\mathbb {C} }\ \mathbf {f} _{t}\cdot \mathrm {d} {\boldsymbol {\ell }}} ;
其中，{\displaystyle \mathbf {f} _{c}} 是有效化學作用力，{\displaystyle \mathbf {f} _{t}} 是有效熱作用力，{\displaystyle \mathbf {v} } 是微小線元素的移動速度。
將勞侖茲力方程式代入，
{\displaystyle {\mathcal {E}}={\frac {1}{q}}\oint _{\mathbb {C} }\mathbf {f} _{lorentz}\cdot \mathrm {d} {\boldsymbol {\ell }}+{\frac {1}{q}}\oint _{\mathbb {C} }\ \mathbf {f} _{c}\cdot \mathrm {d} {\boldsymbol {\ell }}+{\frac {1}{q}}\oint _{\mathbb {C} }\ \mathbf {f} _{t}\cdot \mathrm {d} {\boldsymbol {\ell }}} ;
其中，{\displaystyle \mathbf {f} _{lorentz}=q(\mathbf {E} _{ncs}+\mathbf {v} \times \mathbf {B} )} 是勞侖茲力。
由於很難準確的計算出有效化學作用力和有效熱作用力，這方程式只是一個概念方程式。

## 標記與度量單位
電動勢通常會以希臘字母 {\displaystyle {\mathcal {E}}} 標記。
給予一個內部電阻為零的元件，假設電荷 {\displaystyle Q} 由於移動經過元件，獲得能量 {\displaystyle W} ，則元件的淨電動勢為的獲得的能量每單位電荷 {\displaystyle W/Q} 。採用國際單位制，就像其它能量每單位電荷的度量，電動勢的單位是伏特（volt），等價於焦耳／庫侖（joules per coulomb）。
採用厘米-克-秒制，電動勢的單位是靜伏特（statvolt），等價於爾格／靜庫侖（erg per statcoulomb）。

## 电动势和路端电压的关系
理想電動勢源不具有任何內阻，放電與充電不會浪費任何電能。理想電動勢源給出的電動勢與其路端電壓相等。
在实际应用中，電動勢源不可避免地有一定的内阻。實際電動勢源的電阻可以視為一個理想電動勢源串聯一個電阻為内阻的電阻器。內阻的大小取決於電動勢源的大小、化學性質、使用時間、溫度和負載電流。
在通電的閉电路中，内阻相当於一个负载，并且消耗电能。
- 放電电路：在放电电路中，二者关系为 {\displaystyle {\mathcal {E}}=V+Ir} ，其中 {\displaystyle V} 表示電路端电压，{\displaystyle I} 表示回路电流，{\displaystyle r} 表示内阻。
- 充电电路：在充电电路中，二者关系为 {\displaystyle {\mathcal {E}}=V-Ir} ，其中 {\displaystyle V} 表示外加充电电源提供给被充电电源两端的电压。

在一個呈開電路狀態的電動勢源內部，由於電流為零，電動勢與路端電壓相等。

## 電動勢源元件
能夠供應電動勢的元件有很多種，例如，電化電池、太陽能電池、燃料電池、熱電裝置、發電機等等。
電池靠著位於電極的化學反應來產生電動勢。這些化學反應分離正負電荷至電池的兩端點，從而造成電勢差。伏打電池是大多數電池的原型。伏打電池可以試想為，在每一個電極，都裝有一個原子尺寸的電荷泵；也就是說，
試想電動勢源為一種電荷泵；它能將正電荷，從低電勢端，經過其本身，移動到高電勢端.....使用化學，機械或其它機制，電動勢源將這正電荷 {\displaystyle \mathrm {d} q} 移至高電勢端，所做出的功是 {\displaystyle \mathrm {d} W} 。電動勢源的電動勢 {\displaystyle {\mathcal {E}}} 定義為其所做的功每單位電荷 {\displaystyle {\mathcal {E}}=\mathrm {d} W/\mathrm {d} q}
在發電機裏，電動勢的運作所遵守的主要原理是法拉第感應定律。含時磁場通過電磁感應產生電動勢，而這電動勢造成了發電機兩端的電荷分離和電勢差。電荷從一個端點移動到另外一個端點，直到兩端的分離電荷所產生的電場能夠阻止更多的電荷分離。電動勢與電荷分離產生的電勢差相互抗衡。假設在發電機兩端連結一個負載，則電動勢會驅使電流流過負載。
太陽能電池或光電二極體是另外一種電動勢源；太陽能電池使用光能為外來能源，可以將光能變為電能，是大面積的光電二極體。
燃料電池是一種使用燃料進行化學反應產生電力的裝置。最常見的是一種以氫氧為燃料的質子交換膜燃料電池，由於燃料價格平宜，加上對人體無化學危險、對環境無害，發電後產生純水和熱，在商業與工業方面有相當廣泛的用途。

## 電動勢生成機制

### 電化電池

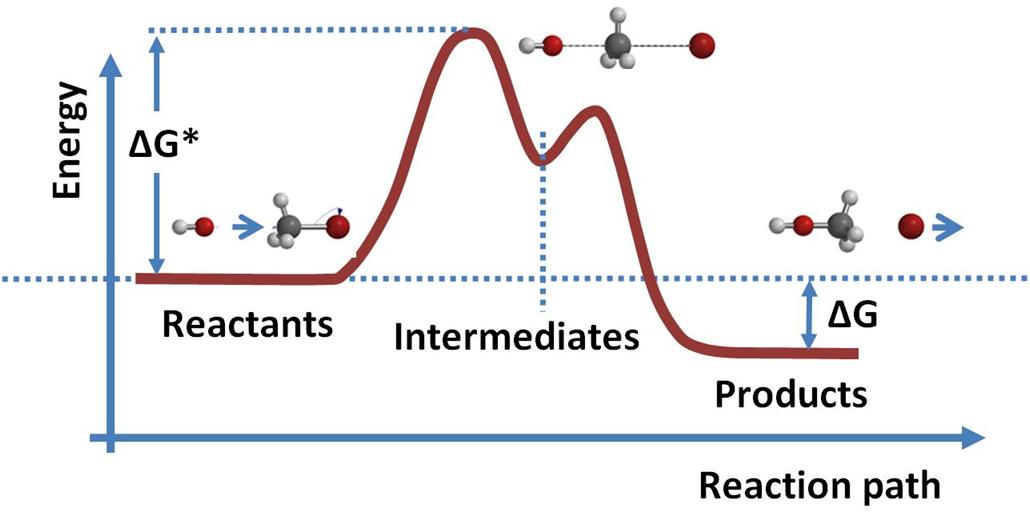
通常的反應途徑會要求初始反應物越過一個能量障壁，進入中間態，最後出現於一個較低能量的狀態。假若涉及到電荷分離，這能量差可能會造成電動勢。更詳細論述，請參閱條目過渡狀態。

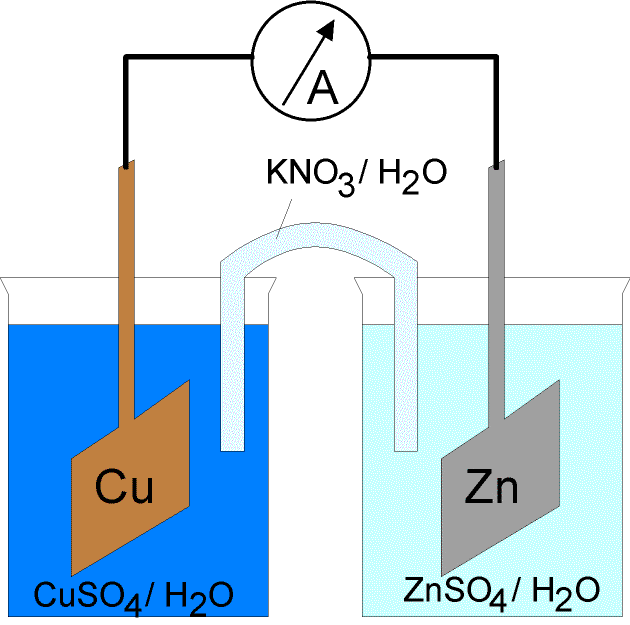
使用KNO_{3}玻璃管型鹽橋的電化電池。

在十九世紀的一大段時間，許多科學家都致力於尋找電池（伽凡尼電池）產生電動勢的機制。最終，瓦爾特·能斯特發現電動勢的作用點是處於電極與電解質之間的接觸面。
分子是一群原子靠著化學鍵連接在一起而形成。這些化學鍵是電子與質子之間相互吸引的電場力。孤立的分子是穩定實體；但當將不同的分子集聚在一起時，有些種類的分子能夠偷取其它分子的電子，造成電荷分離。這種電荷重新分佈會改變整個系統的能量，以及分子內部原子的重新組態。
氧化反應是化合價升高，失去電子的反應；還原反應是化合價降低，獲得電子的反應。發生這種電子交換事件的反應稱為氧化還原反應。在電池裏，陽極是發生氧化反應的電極（或者失去電子的電極）；而陰極則是發生還原反應的電極（或者獲得電子的電極）。這同樣的物理行為可以從原子本身觀察出來。原子偷取電子的能力稱為電負性
舉例而言，在丹尼耳電池裏，鋅陽極的鋅原子會溶解於硫酸鋅溶液，溶解的鋅原子會遺留其電子於陽極，根據氧化反應（s = 固體陽極，aq = 水溶液）：
{\displaystyle \mathrm {Zn} (s)\rightarrow \mathrm {Zn} ^{2+}(aq)+2\mathrm {e} ^{-}} 。
硫酸鋅是一種電解質，在溶液內有可以導電的離子，鋅離子 {\displaystyle \mathrm {Zn} _{}^{2+}} 與硫酸根離子 {\displaystyle \mathrm {SO} _{4}^{2-}} 。
在丹尼爾電池的銅陰極區域，根據還原反應，硫酸銅電解質的銅離子會從陰極獲得電子：
{\displaystyle \mathrm {Cu} ^{2+}(aq)+2e^{-}\rightarrow \mathrm {Cu} (s)} 。
被中性化的銅原子會電鍍在銅陰極表面。
電子會通過外電路（示意圖內的檢流計），而硫酸根離子會通過鹽橋，這樣，可以保持電荷平衡。當反應進行時，鋅陽極會緩慢的溶解，而銅陰極表面會被電鍍。假若外電路被斷開，由於電荷分離產生的電場會抗拒兩個電極之間的電動勢，反應會停止。

### 熱力學電動勢
在熱力學裏，電動勢 {\displaystyle {\mathcal {E}}} 乘以電荷量 {\displaystyle Z} ，就是分離電荷所做的功項目。對於可逆過程，當電動勢促使電荷在電池內移動時，內能的變化包括這項目：
{\displaystyle \mathrm {d} U=T\mathrm {d} S-P\mathrm {d} V+{\mathcal {E}}\mathrm {d} Z} ；
其中，{\displaystyle U} 是內能，{\displaystyle S} 是熵，{\displaystyle T} 是絕對溫度，{\displaystyle V} 是體積，{\displaystyle P} 是壓強。
假設電池為丹尼耳電池，由於在這種電池內進行的反應不會產生氣體，系統體積不變，方程式簡化為
{\displaystyle \mathrm {d} U=T\mathrm {d} S+{\mathcal {E}}\mathrm {d} Z} 。
讓熵 {\displaystyle S} 為 {\displaystyle T} 和 {\displaystyle Z} 的函數，熵的全微分為
{\displaystyle \mathrm {d} S=\left({\frac {\partial S}{\partial T}}\right)_{Z}\mathrm {d} T+\left({\frac {\partial S}{\partial Z}}\right)_{T}\mathrm {d} Z} 。
假設等溫過程，那麼，方程式右手邊的第一個項目等於零：
{\displaystyle \mathrm {d} S=\left({\frac {\partial S}{\partial Z}}\right)_{T}\mathrm {d} Z} 。
將這方程式帶入內能的方程式：
{\displaystyle \mathrm {d} U=\left\{{\mathcal {E}}+T\left({\frac {\partial S}{\partial Z}}\right)_{T}\right\}\mathrm {d} Z} 。
這方程式右手邊的第二個項目是「充電熱」（heat of charging），定義為在一個等溫可逆的充電過程，系統的熱能吸收率 {\displaystyle C_{T}^{(Z)}} ：
{\displaystyle C_{T}^{(Z)}\ {\stackrel {def}{=}}\ {\frac {\mathrm {d} Q_{T}}{\mathrm {d} Z}}=T\left({\frac {\partial S}{\partial Z}}\right)_{T}} 。
吸收率 {\displaystyle C_{T}^{(Z)}} 比較不容易計算，可以找更有用的變數替換。思考亥姆霍茲自由能 {\displaystyle F} ：
{\displaystyle \mathrm {d} F=\mathrm {d} U-\mathrm {d} (TS)=-S\mathrm {d} T+{\mathcal {E}}\mathrm {d} Z} 。
所以，{\displaystyle ({\mathcal {E}},\ Z)} 是一對共軛變量（conjugate variables）。其馬克士威關係式為：
{\displaystyle \left({\frac {\partial {\mathcal {E}}}{\partial T}}\right)_{Z}=-\left({\frac {\partial S}{\partial Z}}\right)_{T}} 。
帶入內能的方程式：
{\displaystyle \mathrm {d} U=\left\{{\mathcal {E}}-T\left({\frac {\partial {\mathcal {E}}}{\partial T}}\right)_{Z}\right\}\mathrm {d} Z} 。
通常，電動勢跟溫度 {\displaystyle T} 、電荷量 {\displaystyle Z} 有關。假若，能夠使丹尼耳電池內的溶液保持飽和狀態，有很多離子化合物隨時準備分解進入溶液，則電動勢跟電荷量無關，只跟溫度有關：
{\displaystyle \mathrm {d} U=\left({\mathcal {E}}-T{\frac {\mathrm {d} {\mathcal {E}}}{\mathrm {d} T}}\right)\mathrm {d} Z} 。
對於丹尼耳電池，體積不變，假設等壓過程，則焓的改變 {\displaystyle \Delta H} ，稱為「反應熱」，等於內能的改變：
{\displaystyle \Delta H=\Delta (U+PV)=\Delta U} 。
使得一莫耳的金屬原子進入溶液所需要的電荷量為
{\displaystyle \Delta Z=zN_{A}e} ；
其中，{\displaystyle z} 是金屬離子的電價，{\displaystyle N_{A}} 是亞佛加厥常數，{\displaystyle e} 是基本電荷量。
假設恆壓、恆體積，則電池的熱力學性質與電動勢的緊密關係，以方程式表達為
{\displaystyle \Delta H=zN_{A}e\left({\mathcal {E}}-T{\frac {d{\mathcal {E}}}{\mathrm {d} T}}\right)} 。
這樣，只要得到電動勢與溫度之間關係的資料，從測量電動勢和溫度的數據，很容易就能夠準確地計算出某化學反應的反應熱。

### 動生電動勢

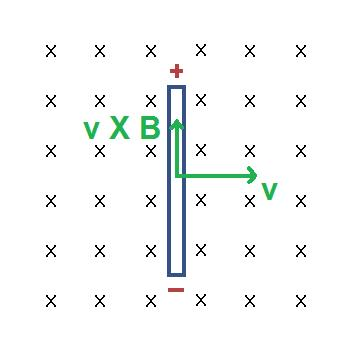
一條長度為 的細直導線以速度 移動於磁場 。

許多發電機的基本運作原理涉及動生電動勢概念。移動於磁場的導線，其內部會出現電動勢，稱為「動生電動勢」。如圖右所示，假設一條長度為 {\displaystyle L} 的細直導線，以速度 {\displaystyle \mathbf {v} } 移動於磁場 {\displaystyle \mathbf {B} } 。磁場 {\displaystyle \mathbf {B} } 以箭尾或叉叉表示。思考在這導線內的電荷 {\displaystyle q} ，根據勞侖茲力定律，會感受到勞侖茲力 {\displaystyle \mathbf {F} _{lorentz}} ：
{\displaystyle \mathbf {F} _{lorentz}=q\mathbf {v} \times \mathbf {B} } 。
在這裡，勞侖茲力也是磁場力。因為感受到這磁場力，正電荷會往導線的上端移動，負電荷會往導線的下端移動。在穩定平衡狀態，這動作會形成一個電場 {\displaystyle \mathbf {E} } ：
{\displaystyle \mathbf {E} =-\mathbf {v} \times \mathbf {B} } 。
如同先前方程式（1）的定義，電動勢定義為，遷移正電荷於導線路徑 {\displaystyle \mathbb {L} } ，從負端點到正端點，抗拒電場 {\displaystyle \mathbf {E} } 所做的功每單位電荷，以方程式表示為
{\displaystyle {\mathcal {E}}=-\int _{\mathbb {L} }\mathbf {E} \cdot \mathrm {d} {\boldsymbol {\ell }}=\int _{L}{\frac {\mathbf {F_{lorentz}} }{q}}\cdot \mathrm {d} {\boldsymbol {\ell }}=vBL} 。
對於這案例，假若達到穩定平衡狀態，則電流等於零。假設載流導線與其他元件連結成閉電路，則會因為動生電動勢而產生電流。例如，將一個電阻 {\displaystyle R} 與導線的兩端相連結，則流過電阻的電流 {\displaystyle I} 為
{\displaystyle I={\mathcal {E}}/R=vBL/R} 。

### 法拉第感應定律導引

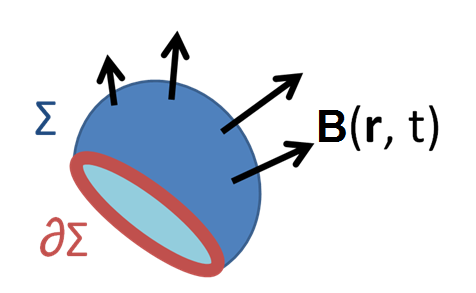
在時間 ，以閉迴路 為邊緣的曲面 ，和在此曲面 某些位置的磁場 。

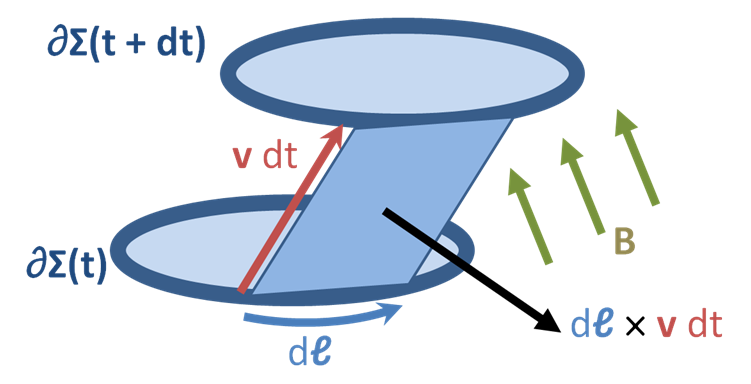
一個以常速度 移動於磁場 的閉迴路 。

法拉第感應定律指出，穿過任意曲面的磁通量變化率，與圍住這任意曲面的閉迴路所出現的電動勢，兩者之間的關係為：
{\displaystyle {\mathcal {E}}=-{\frac {\mathrm {d} \Phi _{B}}{\mathrm {d} t}}} ；
其中，{\displaystyle {\mathcal {E}}} 是電動勢，{\displaystyle \Phi _{B}} 是磁通量，{\displaystyle t} 是時間。
在時間 {\displaystyle t} 穿過任意曲面 {\displaystyle \Sigma (t)} 的磁通量 {\displaystyle \Phi _{B}(t)} 定義為
{\displaystyle \Phi _{B}(t)\ {\stackrel {def}{=}}\ \int _{\Sigma (t)}\mathbf {B} (\mathbf {r} ,\,t)\cdot \mathrm {d} \mathbf {a} } ；
其中，{\displaystyle \mathbf {r} } 是場位置，{\displaystyle \mathrm {d} \mathbf {a} } 是微小面元素。
法拉第感應定律的方程式，以積分形式表示為
{\displaystyle {\mathcal {E}}=-{\frac {\mathrm {d} }{\mathrm {d} t}}\int _{\Sigma (t)}\mathbf {B} (\mathbf {r} ,\,t)\cdot \mathrm {d} \mathbf {a} } 。
法拉第感應定律表明了磁通量與電動勢之間的關係。本段落會應用一些向量微積分的方法與工具，從這定律的積分形式推導出微分形式。
假設圍住任意曲面 {\displaystyle \Sigma (t)} 的閉迴路 {\displaystyle \partial \Sigma (t)} 以常速度 {\displaystyle \mathbf {v} } 移動於磁場。那麼，磁通量對於時間的全微分是
{\displaystyle {\begin{aligned}\mathrm {d} \Phi _{B}(t)&=\int _{\Sigma (t+\mathrm {d} t)}\mathbf {B} (\mathbf {r} ,\,t+\mathrm {d} t)\cdot \mathrm {d} \mathbf {a} -\int _{\Sigma (t)}\mathbf {B} (\mathbf {r} ,\,t)\cdot \mathrm {d} \mathbf {a} \\&=\int _{\Sigma (t+\mathrm {d} t)}\mathbf {B} (\mathbf {r} ,\,t)\cdot \mathrm {d} \mathbf {a} +\int _{\Sigma (t+\mathrm {d} t)}{\frac {\partial \mathbf {B} (\mathbf {r} ,\,t)}{\partial t}}\mathrm {d} t\cdot \mathrm {d} \mathbf {a} -\int _{\Sigma (t)}\mathbf {B} (\mathbf {r} ,\,t)\cdot \mathrm {d} \mathbf {a} \\&=\int _{\Sigma (t+\mathrm {d} t)}{\frac {\partial \mathbf {B} (\mathbf {r} ,\,t)}{\partial t}}\mathrm {d} t\cdot \mathrm {d} \mathbf {a} +\int _{\Sigma _{total}}\mathbf {B} (\mathbf {r} ,\,t)\cdot \mathrm {d} \mathbf {a} -\int _{\Sigma _{ribbon}}\mathbf {B} (\mathbf {r} ,\,t)\cdot \mathrm {d} \mathbf {a} \\\end{aligned}}} ；
其中，{\displaystyle \Sigma (t)} 是邊緣為 {\displaystyle \partial \Sigma (t)} 的曲面，{\displaystyle \Sigma _{total}} 是包括 {\displaystyle \Sigma (t+\mathrm {d} t)} 、{\displaystyle -\Sigma (t)} 和 {\displaystyle \Sigma _{ribbon}} 的閉曲面，{\displaystyle \Sigma _{ribbon}} 是邊緣 {\displaystyle \partial \Sigma (t+\mathrm {d} t)} 和 {\displaystyle \partial \Sigma (t)} 形成的邊緣曲面。
根據散度定理和高斯磁定律，
{\displaystyle \int _{\Sigma _{total}}\mathbf {B} \cdot \mathrm {d} \mathbf {a} =\int _{\mathbb {V} _{total}}\nabla \cdot \mathbf {B} \ \mathrm {d} r^{3}=0} ；
其中，{\displaystyle \mathbb {V} _{total}} 是閉曲面 {\displaystyle \Sigma _{total}} 包含的空間，{\displaystyle \mathrm {d} r^{3}} 是微小體積元素。
以線積分表示來表示穿過邊緣曲面 {\displaystyle \Sigma _{ribbon}} 的磁通量：
{\displaystyle \int _{\Sigma _{ribbon}}\mathbf {B} \cdot \mathrm {d} \mathbf {a} =\int _{\partial \Sigma (t)}\mathbf {B} \cdot [\mathrm {d} {\boldsymbol {\ell }}\times (\mathbf {v} \mathrm {d} t)]=\int _{\partial \Sigma (t)}[(\mathbf {v} \mathrm {d} t)\times \mathbf {B} ]\cdot \mathrm {d} {\boldsymbol {\ell }}} 。
所以，磁通量對於時間的全導數，或磁通量的變化率為
{\displaystyle {\frac {\mathrm {d} \Phi _{B}(t)}{\mathrm {d} t}}=\int _{\Sigma (t)}{\frac {\partial \mathbf {B} (\mathbf {r} ,\,t)}{\partial t}}\cdot \mathrm {d} \mathbf {a} -\int _{\partial \Sigma (t)}\mathbf {v} \times \mathbf {B} \cdot \mathrm {d} {\boldsymbol {\ell }}} 。
假設，在以常速度 {\displaystyle \mathbf {v} } 移動於實驗室參考系的閉迴路 {\displaystyle \partial \Sigma } 內部，有一個電荷 {\displaystyle q} 以相對速度 {\displaystyle \mathbf {u} } 運動於閉迴路 {\displaystyle \partial \Sigma (t)} ，則電荷以相對速度 {\displaystyle \mathbf {w} } 運動於實驗室參考系：
{\displaystyle \mathbf {w} =\mathbf {u} +\mathbf {v} } 。
注意到 {\displaystyle \mathbf {u} \times \mathrm {d} {\boldsymbol {\ell }}=0} ，所以，
{\displaystyle {\frac {\mathrm {d} \Phi _{B}(t)}{\mathrm {d} t}}=\int _{\Sigma (t)}{\frac {\partial \mathbf {B} (\mathbf {r} ,\,t)}{\partial t}}\cdot \mathrm {d} \mathbf {a} -\int _{\partial \Sigma (t)}\mathbf {w} \times \mathbf {B} \cdot \mathrm {d} {\boldsymbol {\ell }}} 。
這電荷 {\displaystyle q} 會感受到勞侖茲力
{\displaystyle \mathbf {F} _{Lorentz}=q(\mathbf {E} +\mathbf {w} \times \mathbf {B} )} 。
電動勢 {\displaystyle {\mathcal {E}}} 定義為
{\displaystyle {\mathcal {E}}\ {\stackrel {def}{=}}\ \int _{\partial \Sigma (t)}{\frac {\mathbf {F} _{Lorentz}}{q}}\cdot \mathrm {d} {\boldsymbol {\ell }}=\int _{\partial \Sigma (t)}(\mathbf {E} +\mathbf {w} \times \mathbf {B} )\cdot \mathrm {d} {\boldsymbol {\ell }}} 。
應用斯托克斯定理，
{\displaystyle {\mathcal {E}}=\int _{\Sigma (t)}(\nabla \times \mathbf {E} )\cdot \mathrm {d} \mathbf {a} +\int _{\partial \Sigma (t)}(\mathbf {w} \times \mathbf {B} )\cdot \mathrm {d} {\boldsymbol {\ell }}} 。
從法拉第感應定律方程式的積分形式，除去相同的線積分項目，即動生電動勢項目，令剩下的感生電動勢項目相等，可以得到
{\displaystyle \int _{\Sigma (t)}(\nabla \times \mathbf {E} )\cdot \mathrm {d} \mathbf {a} =-\int _{\Sigma (t)}{\frac {\partial \mathbf {B} (\mathbf {r} ,\,t)}{\partial t}}\cdot \mathrm {d} \mathbf {a} } 。
由於 {\displaystyle \Sigma (t)} 是任意曲面，可以將被積式從積分中取出：
{\displaystyle \nabla \times \mathbf {E} =-{\frac {\partial \mathbf {B} }{\partial t}}} 。
這就是法拉第感應定律方程式的微分形式，即馬克士威-法拉第方程式。反之，也可以從微分形式推導出積分形式。
不論磁場是不含時的或含時的，不論閉迴路是剛硬固定的、是在運動中、是在形變過程中，法拉第感應定律都成立。但是，對於某些案例，法拉第感應定律並不適用或使用起來很困難。這時候，必須使用勞侖茲力定律。詳盡細節，請參閱法拉第感應定律不適用案例。
假設閉迴路移動於不含時磁場 {\displaystyle \mathbf {B} } ，穿過閉迴路的磁通量 {\displaystyle \Phi _{B}} 會因為幾種因素而改變：例如，假若磁場 {\displaystyle \mathbf {B} } 隨著位置改變，閉迴路移動至不同磁場 {\displaystyle \mathbf {B} } 的位置，則磁通量 {\displaystyle \Phi _{B}} 會改變。或者，假若相對於磁場，閉迴路的定向改變，由於微小元素 {\displaystyle \mathbf {B} \cdot \mathrm {d} \mathbf {a} } 的改變，磁通量 {\displaystyle \Phi _{B}} 也會改變。再舉一個例子，假若閉迴路掃掠過一個均勻的不含時磁場，由於閉迴路的形變，磁通量 {\displaystyle \Phi _{B}} 會改變。對於這三個案例，法拉第感應定律會正確地計算出磁通量變化率 {\displaystyle {\frac {d\Phi _{B}}{\mathrm {d} t}}} 所產生的電動勢。
對比前面所述狀況，假設固定的閉迴路處於含時磁場 {\displaystyle \mathbf {B} } ，馬克士威-法拉第方程式會顯示出一個非保守性的電場 {\displaystyle \mathbf {E} } 產生於閉迴路，靠著勞侖茲力的 {\displaystyle q\mathbf {E} } 項目，驅使帶電粒子移動於閉迴路。這狀況也會改變磁通量 {\displaystyle \Phi _{B}} ，法拉第感應定律會正確地計算出磁通量變化率 {\displaystyle {\frac {d\Phi _{B}}{\mathrm {d} t}}} 所產生的電動勢。

## 參閱
- 伽伐尼電池
- 伏打電堆
- 法拉第弔詭
- 磁动势